# Ayman (imię)
Ayman (arab. َأيْمَن) –  arabskie imię męskie, oznaczające: błogosławiony, szczęśliwy. Bywa zapisywane także jako Ajman, Aiman, Aimen, Aymen. 

## Znani imiennicy
- Ajman az-Zawahiri –  terrorysta.